# اقتصاد اجتماعی

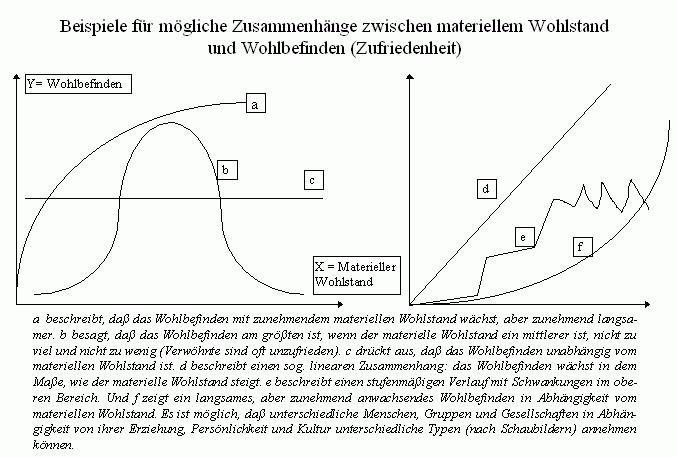
اقتصاد اجتماعی

اقتصاد اجتماعی (انگلیسی: Socioeconomics) شاخه ای از علوم اجتماعی است که در زمینه بررسی چگونگی شکل‌گیری فعالیت‌های اقتصادی، تحت تأثیر فرایندهای اجتماعی فعالیت می‌نماید. به‌طور کلی، اقتصاد اجتماعی با تجزیه و تحلیل جوامع اجتماعی و فرهنگی، در سطوح اقتصاد محلی و منطقه ای یا اقتصاد جهانی علائم پیشرفت یا رکود اقتصادی را بررسی می‌نماید.